# Miss Marvel
Cet article concerne l'identité utilisée dans les comics. Pour la série télévisée de Disney+, voir Miss Marvel (série télévisée).

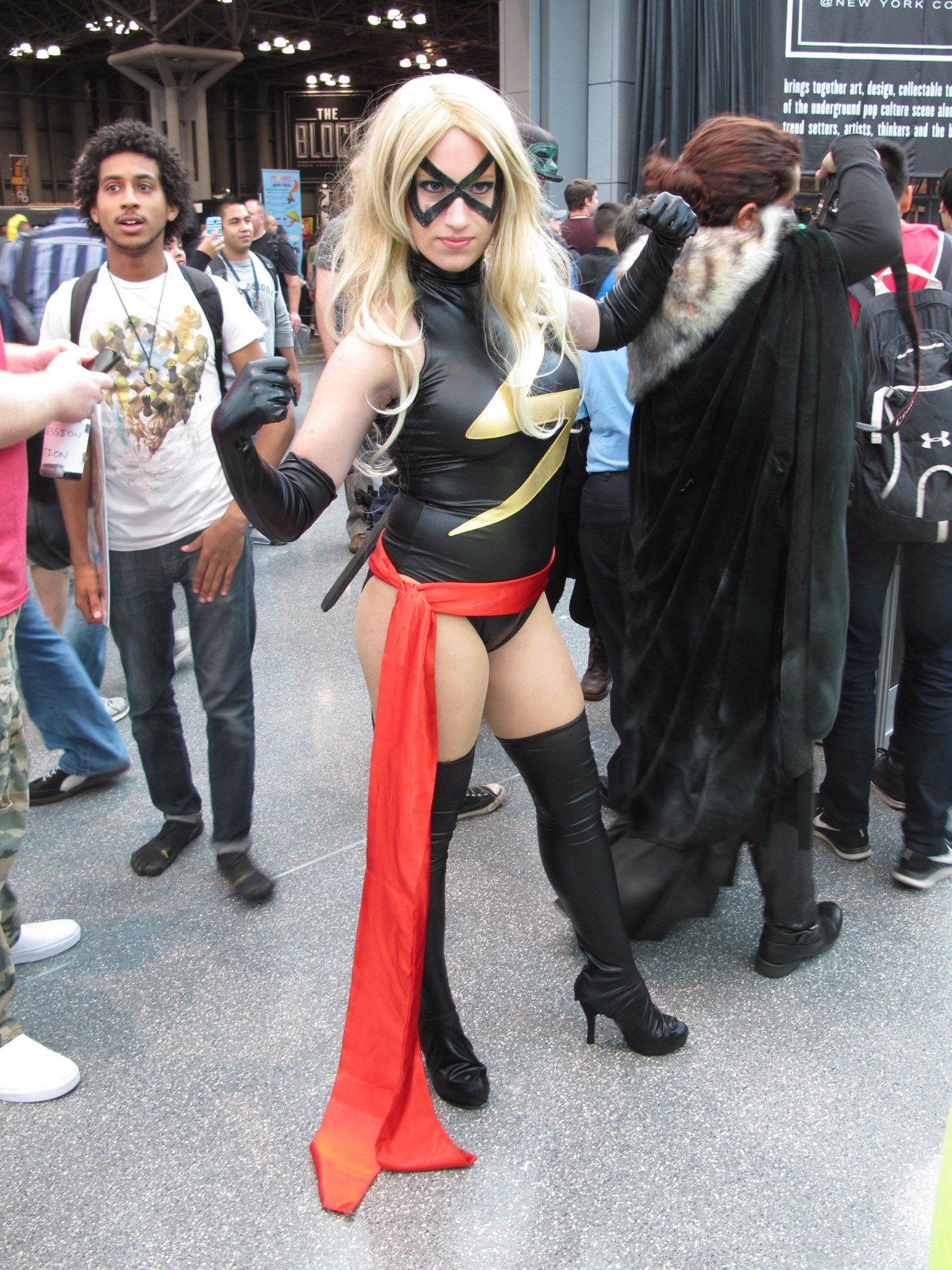
Cosplay de Miss Marvel à la New York Comic Con 2014.

Miss Marvel est le nom générique de plusieurs personnages de fiction et super-héroïnes appartenant depuis 1977 à l'univers Marvel de la société Marvel Comics.

## Carol Danvers (1977-1980 et 2005-2012)
Carol Danvers, personnage créé en 1967, également surnommée Binaire, Warbird et Captain Marvel, s'est appelée Miss Marvel entre 1977 et 1983, puis de 2005 à 2012. Carol Danvers a été le personnage principal de deux séries Ms Marvel, la première publiée de 1977 à 1979 (publiée en France dans la revue Miss Marvel, éditée chez Aredit-Artima entre 1980 et 1982) et la deuxième de 2006 à 2010.

## Sharon Ventura (1985-1991)
Sharon Ventura est une ancienne cascadeuse et un ancien membre des Quatre Fantastiques. Elle a été créée par Mike Carlin (en) et Ron Wilson (en) dans La Chose #27 (septembre 1985). Elle a pris le pseudonyme Miss Marvel de 1985 à 1988. À partir de 1988, à la suite d'une mutation due à des rayonnements cosmiques, elle prit une apparence similaire à La Chose et fut surnommée She-Thing (Miss Chose en français). 
Ses aventures ont paru dans The Thing (1985-1986) et Fantastic Four (1987-1991).

### Comics où le personnage apparaît
Miss Marvel
- The Thing # 27, 30-36, (1985-1986)
- Captain America # 330-331 (1987)
- Fantastic Four # 306-309, 312, 321, 333, 345-346, 352 (1987-1991)
- Fantastic Four: Annual : # 22-23, 26 (1989-1990, 1993)
- Fantastic Five : # 4-5 (1999-2000)
- Fantastic Five : # 1-5 (2007)

Miss Chose (She-Thing dans la version originale)
- Fantastic Four : # 310-350, 352-354, 365-367, 371-375, 543 (1988-1992, 2007)
- Fantastic Four: Annual : # 21 (1991)
- Avengers: The Initiative : # 16, 19-20 (2008-2009)

## Malicia (1990)
Malicia, qui avait volé les pouvoirs et les souvenirs de la première Miss Marvel, apparut sous la forme de Miss Marvel.
Habituellement, Malicia ne peut absorber que temporairement les pouvoirs et les souvenirs d'une personne. L'exception se produisit lorsqu'elle dupliqua de manière permanente les pouvoirs et la personnalité de Miss Marvel dans son subconscient. Malicia laissa, en quelques occasions sa seconde personnalité Miss Marvel prendre le contrôle. Cette deuxième personnalité se prit pour Carol Danvers, et porta le costume de Miss Marvel. Elle se scinda de Malicia et combattit Malicia pour avoir une existence propre. Les pouvoirs de la part Miss Marvel furent réintégrés à Malicia, lors d'un combat avec Magneto, en 1990, tandis que l'égo, la personnalité furent détruits. 
Dans X-Men unlimited # 29, pour sauver la terre d'une menace, Warbird accepta que Malicia absorbe ses pouvoirs une nouvelle fois.

## Karla Sofen (2009)
Karla Sofen est un personnage de fiction, à la fois superhéroïne et supervilaine, également surnommée Opale (Moonstone). Dans Dark Avengers (2009) et Ms. Marvel #37-46 (2009), elle a porté le surnom Miss Marvel ainsi que le premier costume (rouge et noir) de Carol Danvers.

## Deidre Wentworth (2012)
En 2012, Deidre Wentworth (alias Supéria) apparaît dans la série New Avengers (nos  18 à 22) avec le premier costume (rouge et noir) et le nom de Miss Marvel. Elle fait partie de l'équipe des vengeurs noirs de Norman Osborn.

## Kamala Khan (depuis 2014)
Annoncée le 6 novembre 2013 pour la nouvelle série parue en 2014, la nouvelle Miss Marvel, Kamala Khan est une américaine d'origine pakistanaise et de confession musulmane.
Kamala Khan est une adolescente de 16 ans qui vit à Jersey City dans le New Jersey avec ses parents et son frère. Elle obtient ces pouvoirs dans un nuage de tératogène lié au crossover Infinity, ce qui fait d'elle une inhumaine, une métamorphe.  

L'éditrice Marvel, Sana Amanat, qui est à l'origine de cette nouvelle héroïne, décrit l'environnement familial de cette manière : 

« Son frère est très conservateur, sa mère est parano à l'idée qu'elle puisse toucher un garçon et tomber enceinte et son père veut qu'elle se concentre sur ses études pour devenir un médecin. »

Dans ce contexte, la jeune fille essaye d'affirmer son identité lorsqu'elle prend conscience de ses pouvoirs et de la responsabilité que cela implique. 
Sana Amanat s'est inspirée de sa propre enfance en tant qu'américaine de religion musulmane. La scénariste G. Willow Wilson, convertie à l'Islam, a ensuite développé le personnage de Kamala Khan,.